# Silent (曲)
「silent」（サイレント）は、日本のバンド・SEKAI NO OWARIの楽曲。メジャー14作目、通算16作目のシングルとして2020年12月16日にVirgin Musicより発売された。

## 概要
- 前作『umbrella/Dropout』以来6か月ぶり[8]、Virgin Music移籍後2枚目のCDシングルとして2020年12月16日に発売された[8]。
- 表題曲「silent」は、TBS系テレビドラマ『この恋あたためますか』の主題歌に使用されており、2020年10月21日に先行配信された[8]。

## リリース
本シングルは、当バンド初となるファンクラブ限定版を含む、全4形態で発売された。初回限定盤AのDVDには「silent」のミュージックビデオ（監督：池田大）やメイキング映像が、初回限定盤BのDVDにはメンバーが貸別荘を舞台に半日で新曲を制作するドキュメンタリー映像「Holiday Session #1」が収録された。ファンクラブ限定版には、バンド初のメンバーによるオリジナル音声ドラマ「音が無くなった夜に」が収録され、ペーパーファンクラブ「R.A.I.N.S」とモバイルファンクラブ「S.N.O.W.S」の会員のみ予約・購入することができる。

## チャート成績
2020年10月21日に先行配信された表題曲「silent」は、2020年11月2日付（集計期間：2020年10月19日～10月25日）のBillboard JAPANダウンロード・ソング・チャート「Download Songs」で11,983DLを売り上げ、第4位に初登場した。
初登場から約1か月後にフィジカルCDが発売されると、2020年12月28日付（集計期間：2020年12月14日～12月20日）のビルボード・ジャパンにて、CDセールス5位 (31,036枚)、DLセールス2位 (18,707DL)、ストリーミング6位 (6,847,834再生)、ラジオ2位を記録し、同週の総合チャート「JAPAN HOT 100」では最高位となる5位にジャンプアップした。
リリースから約10ヵ月（41週）が経過した2021年8月11日公開の「Streaming Songs」では、ストリーミング累計再生回数1億回を達成した。

### 認定と売上
|                                | 認定 (RIAJ) | 売上/再生回数      |
| ------------------------------ | ----------- | ------------------ |
| フィジカルCD                   | 未公表      | 47,000 枚          |
| 「silent」                     |             |                    |
| ダウンロード                   | ゴールド    | 100,000* DL        |
| ストリーミング                 | プラチナ    | 100,000,000 回再生 |
| *認定のみに基づく売上/再生回数 |             |                    |

## 収録曲
1. silent [5:11]
作詞：Fukase
作曲：Fukase, Nakajin
編曲：SEKAI NO OWARI
  - TBS系 火曜ドラマ『この恋あたためますか』主題歌[8]。
  - 曲のテーマは「音が奪われた夜」である[17]。
2. コードレスベイビー [3:53]
作詞・作曲：Saori
編曲：SEKAI NO OWARI、トオミヨウ
3. カレイドスコープ [4:35]
作詞・作曲：Nakajin
編曲：SEKAI NO OWARI
  - Nakajinがリードボーカルを担当する[9]。

## テレビ披露
| 出演日 | 出演日   | 番組名                                      | 放送局       | 演奏曲 | 出典   |
| 年     | 月日     | 番組名                                      | 放送局       | 演奏曲 | 出典   |
| ------ | -------- | ------------------------------------------- | ------------ | ------ | ------ |
| 2020年 | 11月23日 | CDTVライブ!ライブ!                          | TBS系        | silent | [ 18 ] |
| 2020年 | 11月25日 | 日テレ系音楽の祭典 ベストアーティスト2020   | 日本テレビ系 | silent | [ 19 ] |
| 2020年 | 12月21日 | CDTVライブ!ライブ! クリスマススペシャル     | TBS系        | silent | [ 20 ] |
| 2020年 | 12月25日 | ミュージックステーションスーパーライブ2020  | テレビ朝日系 | silent | [ 21 ] |
| 2021年 | 2月8日   | CDTVライブ!ライブ! 2時間スペシャル          | TBS系        | silent | [ 22 ] |
| 2021年 | 7月8日   | SONGS                                       | NHK総合      | silent | [ 23 ] |
| 2021年 | 7月17日  | 音楽の日 2021                               | TBS系        | silent | [ 24 ] |
| 2021年 | 12月21日 | CDTVライブ!ライブ!クリスマス4時間スペシャル | TBS系        | silent | [ 25 ] |
| 2021年 | 12月24日 | ミュージックステーションスーパーライブ2021  | テレビ朝日系 | silent | [ 26 ] |